# Lasioglossum arabs
Lasioglossum arabs là một loài Hymenoptera trong họ Halictidae. Loài này được Pérez mô tả khoa học năm 1907.